# Nictelias
Se llaman nictelias a unas fiestas nocturnas que se celebraban en honor de Baco y unos de sus misterios de tinieblas, durante cuya celebración se abandonaban los iniciados a toda clase de excesos. 
Estas ceremonias que se celebraban en Atenas en primavera cada tres años fueron suprimidas por los romanos por los desórdenes y licencias que se habían introducido en ellas. 